# Sand, Frauenstein
Sand je naselje v Občini Frauenstein v Okraju Šentvid ob Glini na Koroškem v Avstriji.